# Léon Gaumont
Léon Gaumont (París, 10 de maig de 1864 – Sainte-Maxime, 9 d'agost de 1946) va ser un inventor i industrial francès. És una figura molt important en el desenvolupament de la indústria del cinema.

## Biografia
Gaumont es va introduir en el món del cinema a través de la seva feina com a venedor d'aparells fotogràfics. Va ser en aquest sector on va destacar dins el camp cinematogràfic. Després d'aconseguir la patent del cronofotògraf, invent de Georges Demeny, va estar investigant i treballant per a perfeccionar aquest aparell. Va acabar derivant en el crono Gaumont, un projector amb format de 60 mil·límetres. Va ser llançat l'any 1896 amb gran èxit.
Passat un temps, tècnics com Jacques Ducom i René Decaux van perfeccionar l'aparell. Això va empènyer Gaumont a fer-ne ús produint “pel·lícules recitades”, obres que no anaven més enllà de fins demostratius. Per a aquests projectes va treballar amb Alice Guy, realitzadora també francesa.
Va seguir rodant pel·lícules a l'estudi que va crear, anomenat Victorine. Va passar de vendre la seva obra a llogar-la, passant-se així al sector de la distribució i exhibició de pel·lícules i creant un circuit de sales de cinema.
El seu rival en el sector professional va ser Charles Pathé, un altre productor cinematogràfic francès. Igual que ell, va crear un sector periodístic anomenat Gaumont Actualités. Tot i això, la seva especialitat sempre va dedicar-se més al cinema de ficció.
Gaumont va morir l'agost del 1946, i actualment està enterrat al cementiri de Belleville a París.